# Джаміруддін Сіркар
Мухаммед Джаміруддін Сіркар (бенг. জমীরুদ্দিন সরকার) (нар. 1 грудня 1931) — адвокат і політичний діяч Бангладеш. Спікер парламенту Бангладеш. Є одним із засновників Націоналістичної партії країни. Зайняв пост президента країни 21 червня 2002 року після виходу у відставку Бадруддози Чоудхурі. Виконував обов'язки глави держави до 6 вересня 2002 року.

## Літературна творчість
Авторству Сіркара належить багато книг, серед яких найвідоміші:
- Проблиски міжнародного права (Glimpses of International Law);
- Міжнародне річкове законодавство та інших водних ресурсів (Law of the international rivers and others water courses);
- Морське право (The law of the sea)

та багато інших.